# Maurice Duverger
Pour les articles homonymes, voir Duverger.
Maurice Duverger, né le 5 juin 1917 à Angoulême et mort le 17 décembre 2014 à Paris, est un universitaire et juriste français. Professeur agrégé de droit, il fut spécialiste de droit constitutionnel et de sociologie du droit.

## Biographie
Maurice Duverger naît le 5 juin 1917,, à Angoulême,,.
Dès l'âge de quinze ans, il est militant dans des groupes d'extrême droite bordelais. En 1937, il est responsable à Bordeaux de l'Union populaire de la jeunesse française, organisation de jeunesse du Parti populaire français (PPF) et participe à ce titre à différents congrès des jeunesses doriotistes, étant membre de ce parti. Durant l'Occupation, il accepte d'enseigner à l'Institut d'études corporatives et sociales, fondé sous l'égide du maréchal Pétain pour y former les cadres de la Révolution nationale.[réf. nécessaire]
Étudiant en droit à Bordeaux, Maurice Duverger est reçu, en 1942, à l'agrégation de droit public après avoir soutenu sa thèse de doctorat sur l'Affectation des immeubles domaniaux aux services publics. Il est successivement professeur à la Faculté de droit de Poitiers en 1942, à celle de Bordeaux en 1943 — où il est le premier directeur de l'Institut d'études politiques de Bordeaux créé en 1948 — et enfin à celle de Paris (faculté de droit et des sciences économiques) de 1955 à 1985. Il est l'un des fondateurs du département de science politique de la Sorbonne (Paris I), en 1969.
Maurice Duverger écrivit dans les numéros de juin et décembre 1941 de la Revue du droit public un article intitulé La situation des fonctionnaires depuis la révolution de 1940. Il lui a été reproché, notamment en 1987 dans le magazine Actuel, d'avoir par cette étude légitimé le statut des juifs, ce qui vaut au magazine un procès en diffamation. L'accusation est soutenue par l'historien Pascal Ory et les recherches du juriste et historien Michel Bergès révélant sa participation au journal collaborationniste Le Progrès, mais le magazine est condamné. Le doyen Georges Vedel témoigne à l'occasion de ce procès que « loin d'approuver le principe des mesures frappant les fonctionnaires juifs et encore moins d'en favoriser l'application, Maurice Duverger en a proposé une interprétation totalement restrictive de nature à en paralyser l'effet, ce qui, dans les circonstances du moment, constituait la contribution la plus efficace qu'un juriste pût apporter à l'opposition aux textes qu'il commentait ».
La Revue du droit public s'inscrit clairement dans l’« effort de restauration nationale » souhaité par le régime de Vichy. Un article titré « A nos lecteurs » et signé par Roger Bonnard, directeur de la revue, ouvre le numéro de juin 1941. Il se félicite de la reparution de celle-ci après « autorisation des autorités occupantes ». Roger Bonnard salue en Pétain « un guide d’une sagesse et d’une maîtrise de pensée incomparable et quasi surhumaine ».
En juin 1941, Duverger fait partie de l' « Équipe » de rédaction de l'hebdomadaire Le Progrès, fondé par le député-maire de Bordeaux Adrien Marquet, ministre de l'intérieur du Maréchal Pétain en 1940 et partisan de la collaboration. Le journal « exprime (...) un collaborationnisme sans faille, un anti-sémitisme sans fard, l'éloge du parti unique et de ses "nouveaux Templiers" (10 août 1941), etc. Aux côtés des officiels de Vichy, les personnalités allemandes y sont interviewées sans complaisance ». Maurice Duverger, sous le nom de Philippe Orgène, signe des articles culturels, politiques et sociaux. L'hebdomadaire cesse de paraître début 1943.
Duverger se défend de cette accusation, évoquant un « pseudonyme collectif » et une collaboration éphémère qui se serait limitée à quelques articles culturels.
Après s'être rapproché de la Résistance[réf. nécessaire], il était aussi devenu — après la Libération jusqu'aux années 1980 — un éditorialiste écouté au journal Le Monde, dont il fut un des conseillers politiques. Ses articles sont alors aussi publiés dans El País, le Corriere della Sera, Sud-Ouest, l'Express et le Nouvel Observateur.
À la suite du rapport secret de Khrouchtchev dévoilé en 1956, il est critiqué par Raymond Aron pour avoir écrit que « Staline n'avait été ni meilleur ni pire que les tyrans qui l'avaient précédé » et défendu que « le parti unique russe apparaît comme un organisme vivant » où « la crainte des purges maintient les militants en haleine, réveille constamment leur zèle ». En 1964, ses faveurs vont à Gaston Deferre pour la présidentielle de 1965. De 1989 à 1994, il siège au Parlement européen comme élu indépendant de la liste du Parti communiste italien.
Maurice Duverger est l'un des fondateurs de l'Association française de science politique et de la Revue française de science politique. Il a ainsi participé à la prise d'autonomie de la science politique proprement dite par rapport au droit public dans les années 1970.
Maurice Duverger a été maintes fois consulté par les autorités politiques et les présidents de nombreux pays, en premier lieu ceux des nouveaux États indépendants d'Afrique noire issus de la décolonisation, aux fins de conseils juridiques et de rédactions constitutionnelles.
Maurice Duverger meurt dans la nuit du 16 au 17 décembre 2014 à Paris, à l'âge de 97 ans.

## Ses doctrines de droit public
Il est l’auteur de très nombreux ouvrages de droit constitutionnel et de science politique.

### Les partis politiques
Dans un livre devenu classique, Les Partis politiques, il a démontré qu'un mode de scrutin majoritaire à un tour (de type britannique ou américain) tendait vers le bipartisme, tandis qu'un mode de scrutin proportionnel (de type italien ou Quatrième République) tendait vers le multipartisme. Ces deux dernières thèses sont respectivement connues sous les noms de Loi de Duverger et Hypothèse de Duverger.
Il travaille sur la distinction entre les partis de cadres et les partis de masses.
Duverger est également l'auteur de l'expression quadrille bipolaire, qui a caractérisé l'essentiel de la Cinquième République : les fonctions exécutives étaient partagées par quatre partis réunis en deux pôles : le PS et le PCF d'une part, le RPR et l'UDF d'autre part.

### La nouvelle séparation des pouvoirs
Selon Duverger, « la séparation des pouvoirs revêt deux formes principales dans les démocraties occidentales, suivant les modes de relations entre le Parlement et le gouvernement : le régime parlementaire et le régime présidentiel […]. Mais ces dénominations se fondent trop exclusivement sur les rapports juridiques entre Parlement et gouvernement : elles ignorent trop les réalités politiques et notamment le rôle des partis. »
Ainsi, quand la majorité du parlement sera la même que celle du gouvernement, le parlement pourra être un simple instrument de la politique du gouvernement ; parler de la séparation des pouvoirs entre parlement et gouvernement dans ce contexte devient absurde.
Selon lui, la véritable séparation, ou articulation, se fait entre la majorité et la minorité (qu'elles soient issues de coalitions ou non).
Ainsi, à l'intérieur de chaque institution (nationales comme le gouvernement ou le parlement, ou locales, comme un conseil municipal), le parti politique (ou la coalition de partis) qui a la majorité fait passer ses décisions, tandis que la minorité tente de les bloquer. Les partis politiques ont une action transcendante ou verticale, c'est-à-dire qu'ils appliquent une même politique à tous les échelons.

### La théorie du régime semi-présidentiel
Maurice Duverger est aussi à l'origine du concept de régime semi-présidentiel regroupant les régimes mixtes empruntant certaines caractéristiques aux régimes parlementaires et aux régimes présidentiels. Les régimes semi-présidentiels seraient alors ceux de l'Allemagne de Weimar de 1919 à 1933, de la Finlande, de la France (Ve République), de l'Islande, de l'Irlande, de l'Autriche, du Portugal et de la plupart des pays européens sortis du communisme dans les années 1990. La pertinence de cette notion regroupant des pays aux pratiques politiques parfois contradictoires fut alors critiquée par d'autres constitutionnalistes comme Jean Gicquel, Jean-Louis Quermonne ou encore Olivier Duhamel.
Il est surprenant de voir que Maurice Duverger, au lieu de proposer une nouvelle classification tenant compte de la séparation des pouvoirs entre majorité et minorité, a préféré plutôt conserver la séparation classique entre régimes présidentiels et régimes parlementaires, en y ajoutant une troisième catégorie.

### L'avènement obligatoire du socialisme démocratique
Dans son ouvrage Introduction à la politique, Duverger formule une hypothèse : l'avènement du socialisme démocratique. Au moment où il écrit, le monde se trouve dans un contexte de guerre froide ; il y a alors les deux systèmes opposés, celui de l'Est, communiste autoritaire, et celui de l'Ouest, démocratique et libéral. Duverger prédit que les deux systèmes vont se rejoindre, celui de l'Ouest en se socialisant, et celui de l'Est en se libéralisant. Les deux seraient alors, après une évolution sans doute longue, en passe d'être marqués par le socialisme démocratique. Cela ne se ferait pas sans heurts, ni sans obstacles, ni sans régressions temporaires, sans doute. Mais fatalement, du fait des mouvements populaires, ce système adviendra. Il admet que des divergences pourront demeurer entre les deux blocs ; mais il y aura, selon lui, un rapprochement. Il soutient que le Tiers-monde, après les deux blocs, ira dans le même mouvement vers ce système, socialiste et démocratique. Il suppose qu'en optant pour le communisme, les pays du Tiers-monde auront plus tôt fait d'arriver au socialisme démocratique qu'en optant d'abord pour le capitalisme. Il pense que l'on ne pourra pas arriver au socialisme démocratique sans passer préalablement par une de ces voies : communisme ou capitalisme. Il juge que, par son efficacité, le socialisme se démarque des deux autres systèmes ; il permet une planification globale bien plus enviable que l'économie de marché, marquée par « l'absence d'organisation » et du fait que le capitalisme est marqué par « l'impossibilité de construire une véritable communauté humaine [avec ce système anti-social] » ; et la démocratisation du communisme est irrémédiable du fait de « l'évolution économique et technique ». Il pense, d'ailleurs, que si le capitalisme reste en place encore un temps, ce n'est pas parce qu'on considère qu'il est légitime, mais parce que le système communiste observé, stalinien, est pire encore que lui. Si un jour l'Est est marqué par le socialisme démocratique, il n'y aura plus aucun attachement au capitalisme à l'Ouest. Duverger envisage aussi que le socialisme démocratique puisse advenir à l'Ouest avant de le faire à l'Est.

## Distinctions
- Membre de l'Académie américaine des arts et des sciences[16] ;
- Membre de l'Académie finlandaise des sciences[16] ;
- Membre depuis 1981, en tant que « membre étranger », de l'Académie serbe des sciences et des arts ;
- De 1952 à 1964 : vice-président de l'Association internationale de science politique (AISP)[17].

### Décorations
- Grand-officier de la Légion d'honneur[2],[18] ;
- Commandeur de l'ordre national du Mérite[2] ;
- Chevalier de l'Étoile noire[16] ;
- Médaille de l'ordre de la Francisque ;
- Commandeur de l'ordre du Phénix (Grèce) ;
- Grand-officier de l'ordre de l'Aigle aztèque (Mexique)[16].

### Docteurhonoris causa
Maurice Duverger est docteur honoris causa de plusieurs universités, dont :
- l'université de Sienne[16],[19] ;
- l'université de Genève[16],[19] ;
- l'université Rutgers de l'État du New Jersey[16],[19] ;
- l'université de Milan[16],[19] ;
- l'université autonome de Barcelone[19] ;
- l'université de Varsovie[16],[19] ;
- l'université Saint-Clément-d'Ohrid de Sofia[19] ;
- l'université Charles de Prague[19] ;
- l'université d'Athènes[19].

## Publications principales
- La situation des fonctionnaires depuis la Révolution de 1940, Paris, LGDJ, 1941.
- Les partis politiques, Paris, Armand Colin, 1951.
- La participation des femmes à la vie politique, Paris, UNESCO, 1955.
- Demain La République, Paris, René Julliard, 1958.
- Méthodes de la science politique, Paris, PUF, 1959.
- La VIe République et le régime présidentiel, Paris, Fayard, 1961.
- Les institutions françaises, Paris, PUF, 1962.
- Constitutions et documents politiques, Paris, PUF, 1964, 3e édition.
- Introduction à la politique (1964)
- Sociologie politique, Paris, PUF, 1966, coll. « Thémis » Édition de remplacement : Sociologie de la politique, éléments de science politique, Paris, PUF, 1973, coll. « Thémis »
- Institutions politiques et droit constitutionnel (I. Les grands systèmes politiques et II. Le système politique français), Paris, PUF, 1970, coll. « Thémis »
- La Monarchie républicaine, ou comment les démocraties se donnent des rois (1974)
- Lettre ouverte aux socialistes Éditions Albin Michel, 1976 (ISBN 2226003266) (BNF 34578046)
- Échec au roi, Paris, Albin Michel, 1977.
- Dictatures et légitimité, Paris, PUF, 1982.
- Maurice Duverger (dir.) et Jean-François Sirinelli (dir.), Histoire générale des systèmes politiques, 4 tomes ; tome 1 : Jean Tulard (dir.), Les empires occidentaux, de Rome à Berlin, Paris, PUF, 1997 ; tome 2 : Yves-Marie Bercé (dir.), Les monarchies, Paris, PUF, 1997 ; tome 3 : Éric Bournazel (dir.) et Jean-Pierre Poly (dir.), Les féodalités, Paris, PUF, 1998 ; tome 4 : Serge Berstein (dir.), La démocratie libérale, Paris, PUF, 1998.
- Les constitutions de la France, Paris, PUF, 2004.